# Geneviève Cluny
Geneviève Cluny, eigentlich Thérèse Ginette Camille Jounay (* 18. April 1928 in Bressuire), ist eine französische Schauspielerin.

## Leben
Das Model wurde Mitte der 1950er Jahre in Frankreich durch Zahnpastawerbung bekannt und erhielt ab 1956 Filmrollen. Sie wirkte zunächst in einigen Produktionen der Nouvelle Vague mit und gelangte 1961 durch die Adaption des Simmel-Romans Es muß nicht immer Kaviar sein zum deutschen Film.
Hier war sie in der ersten Hälfte der 1960er Jahre einige Male Hauptdarstellerin.  Ihren letzten Auftritt hatte sie 1973 in der Fernsehserie Ton amour et ma jeunesse.

## Filmografie (Auswahl)
- 1957: Mädchenfalle (Donnez-moi ma chance)
- 1959: Schrei, wenn du kannst (Les Cousins)
- 1959: Der Mörder kam um Mitternacht (Un témoin dans la ville)
- 1960: Liebesspiele (Les Jeux de l’amour)
- 1961: Wo bleibt die Moral, mein Herr? (Le Farceur)
- 1961: Es muß nicht immer Kaviar sein
- 1961: Diesmal muß es Kaviar sein
- 1962: Die lustige Witwe
- 1963: Ferien vom Ich
- 1963: Fünf Glückspilze (Les Veinards)
- 1963: Wochentags immer
- 1964: Wenn man baden geht auf Teneriffa
- 1966: Agent 505 – Todesfalle Beirut
- 1968: Jedes Kartenhaus zerbricht (House of Cards)